# Ligne trapézoïde
La ligne trapézoïde est une aspérité de l'extrémité distale de la face inférieure de la clavicule. Elle s'étend à partir du tubercule conoïde, obliquement en avant et en dehors et forme la partie antérieure de la tubérosité du ligament coraco-claviculaire. C'est le point d'insertion claviculaire du ligament trapézoïde.